# Ückeritz
Ückeritz ist eine Gemeinde und ein Ostseebad auf der Insel Usedom an der Ostsee und am Achterwasser gelegen. Die Gemeinde wird vom Amt Usedom-Süd mit Sitz in der Stadt Usedom verwaltet.

## Geografie
Ückeritz liegt auf der schmalen Landenge zwischen Nord- und Südusedom inmitten einer landschaftlich reizvollen Region zwischen Ostsee und dem Achterwasser. Zirka zwölf Kilometer östlich der Gemeinde liegt das Seebad Ahlbeck und 21 km westlich die Stadt Wolgast.

## Gemeindegliederung
Ortsteile
- Ückeritz

Wüstungen und Wohnplätze
- Stagnieß (Wohnplatz)
- Neu Pudagla (Wohnplatz)
- Lovitz (Wüstung)

Die beiden Wohnplätze waren seit langem verzeichnet, wurden aber nie als Ortschaften oder Ortsteile registriert.
Nach der Verwaltungsreform 1815 kam Ückeritz zur preußischen Provinz Pommern und gehörte von 1818 bis 1945 zum Landkreis Usedom-Wollin. Von 1945 bis 1952 bildete die Gemeinde, mit dem nach dem Zweiten Weltkrieg bei Deutschland verbliebenen Teil des Landkreises Usedom-Wollin, den Landkreis Usedom im Land Mecklenburg. Dieser ging 1952 im Kreis Wolgast im Bezirk Rostock auf.
Ückeritz gehört seit 1990 zum Land Mecklenburg-Vorpommern. Ab 1994 gehörte sie zum Landkreis Ostvorpommern, der 2011 im Landkreis Vorpommern-Greifswald aufging.
Von 1992 bis 2005 gehörte die Gemeinde zum Amt Insel Usedom-Mitte und war im Tourismus-Vereinsverbund „Usedomer Bernsteinbäder“. 2005 wurde das Amt Usedom-Süd gebildet, zu dem Ückeritz und 14 weitere Gemeinden gehören. 

## Geschichte
Ückeritz

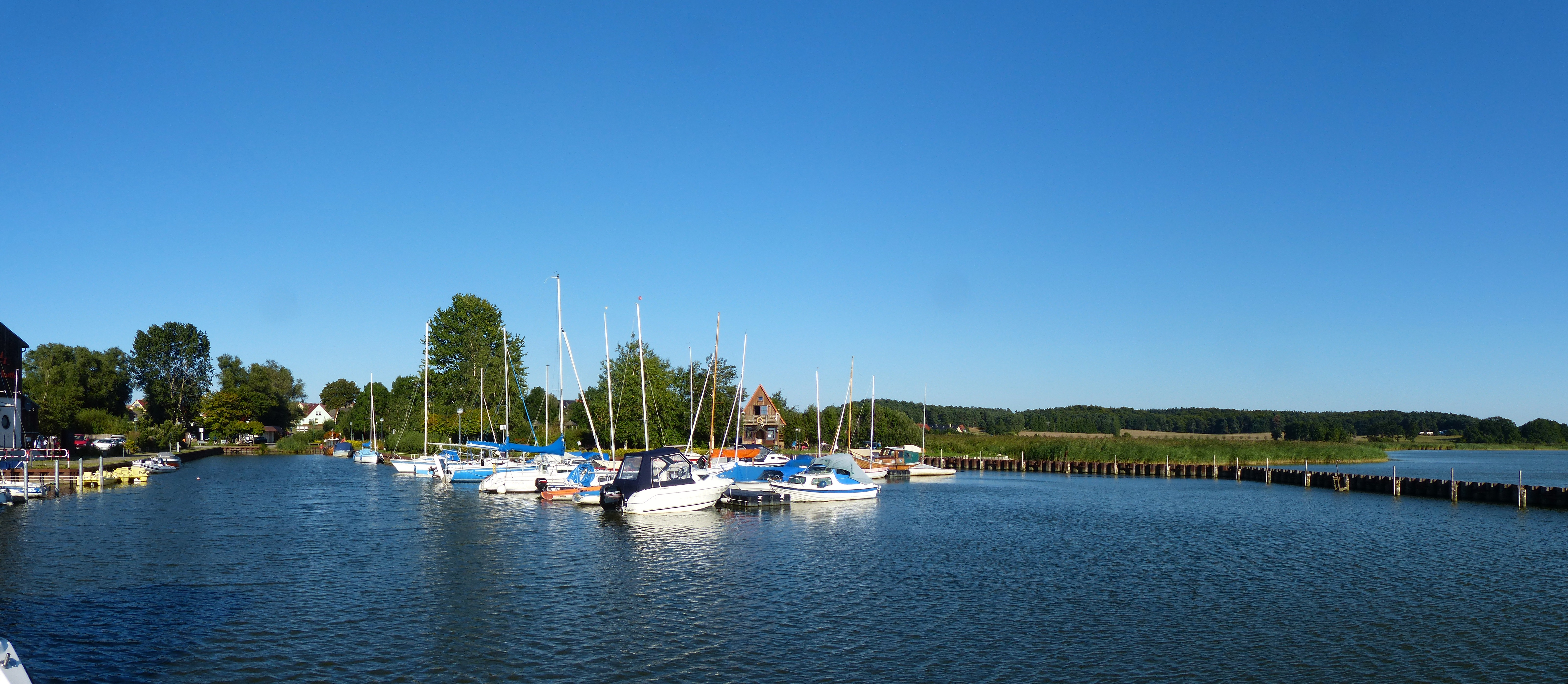
Hafen von Ückeritz (Stagnieß) am Achterwasser

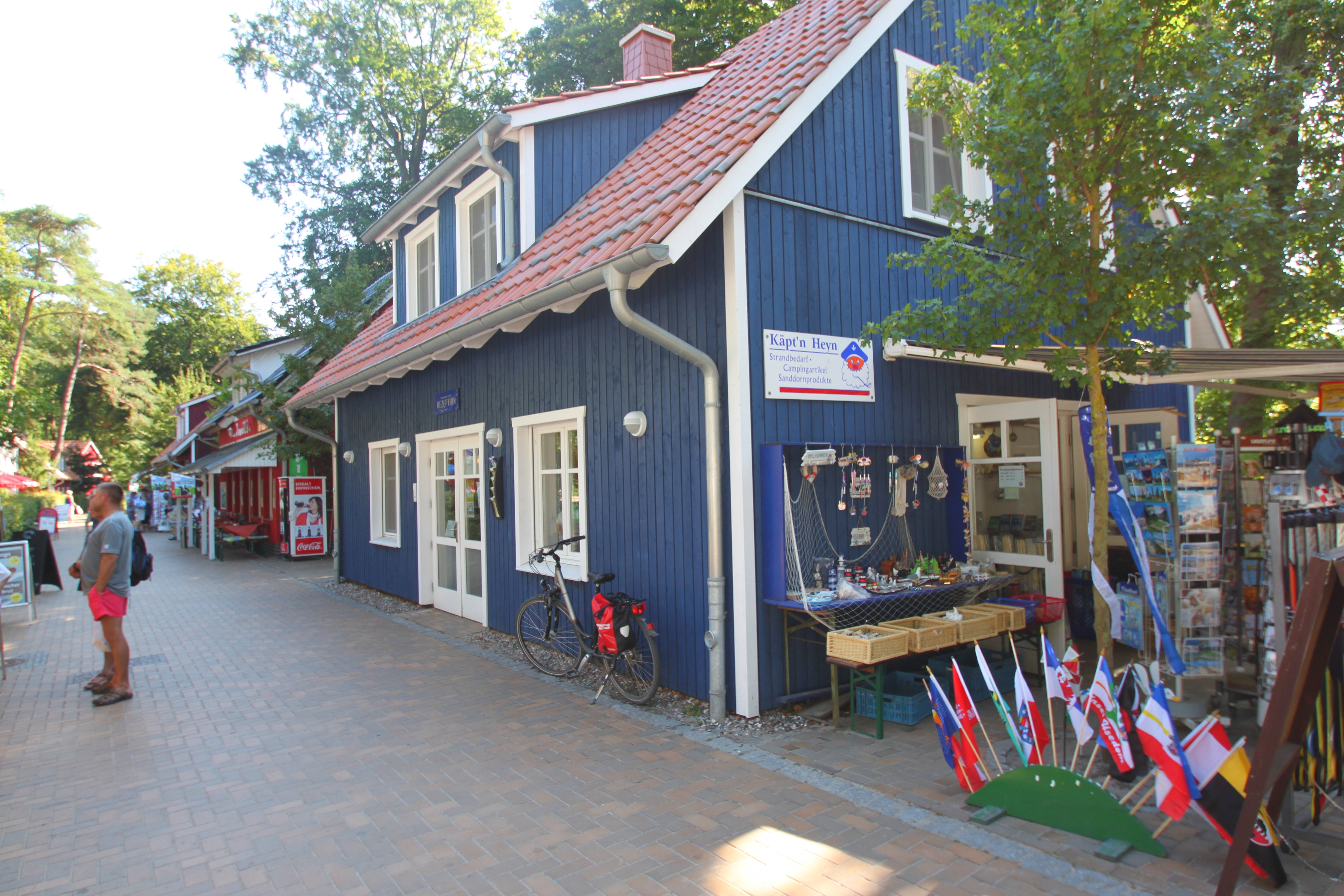
Holzhäuser an der Strandpromenade

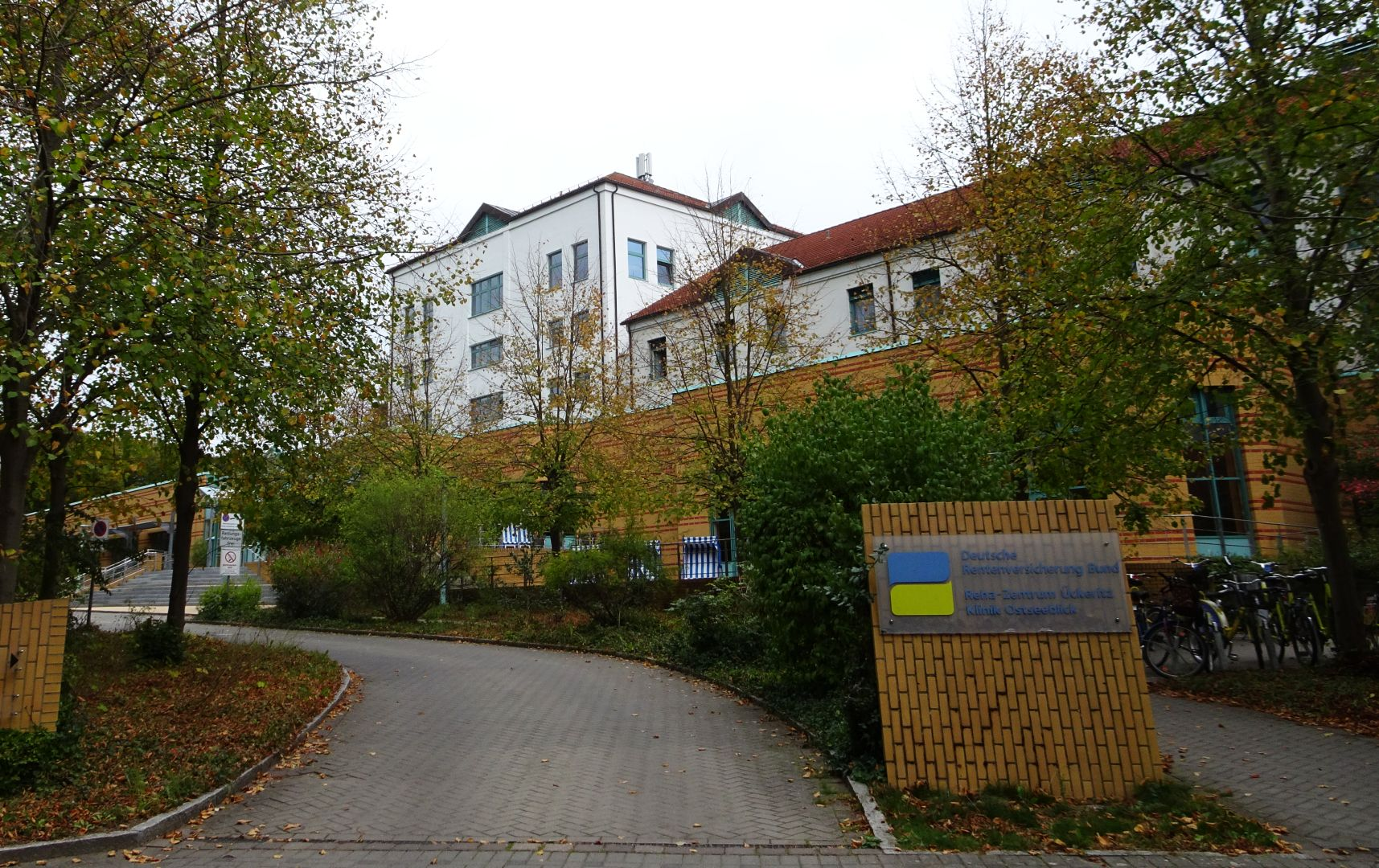
Rehaklinik

Ückeritz war nachweislich bereits früh besiedelt. Im Nordwesten befindet sich eine bronzezeitliche Siedlung (1800 bis 600 vdZ), die mit der von Loddin langgestreckt zusammenhängt. Nördlich des Ortskernes befindet sich eine Siedlung, die Funde vom Neolithikum (5500 bis 1800) bis zur Slawenzeit (600 bis 1200) aufwies. Südlich des Ortes wurden zwei slawische Siedlungen mit entsprechenden Funden belegt.
Urkundlich erstmals erwähnt wurde der Ort am 15. März 1270 als „Vkerz“ oder „Ukerz“, was so viel wie „Grenzdorf“ bedeutet. In dieser Urkunde tauschte der Bischof von Cammin auf Verlangen von Herzog Barnim I. von Pommern-Stettin dieses Dorf mit fünf anderen Gemeinden auf Usedom (Balm am Balmer See, Mellenthin, Loddin, Suckow und Krienke) gegen Damerow in Westpommern (bei Naugard), das dem Prämonstratenser-Kloster Grobe bei der Stadt Usedom gehört hatte; 1309 siedelte dieses nach Pudagla um.
1388 bestätigte Bogislaw VI. von Pommern den Pachtvertrag für einen Krug am Wockenyn zwischen dem Kloster und Heinrich Netzeband.
Unter dem Dreißigjährigen Krieg hatte der Ort schwer zu leiden. Die Bevölkerung wurde durch Krieg und Pest bis auf wenige Einwohner ausgelöscht, und auch das Gasthaus ging unter. Nach dem Westfälischen Frieden von 1648 wurde Ückeritz wie ganz Vorpommern schwedisch, nach dem Frieden von Stockholm vom 1. Februar 1720 preußisch.
In den folgenden Jahren wuchs Ückeritz immer mehr in Richtung Ostsee, nachdem es 1835 (lt. PUM) nur ein Fischerdorf am Achterwasser war. Der Ort hatte eine Windmühle nördlich am Ortsrand und eine Heringspackerei an der Ostseeküste. 1880 vergrößerte sich der Ort, am Ostseestrand wurden ein Damen- und ein Herrenbad eingerichtet. 1892 wurde Ückeritz Seebad. Anfangs entwickelte sich der Badetourismus gegenüber den Kaiserbädern mangels Logistik verhalten, doch schon 1912 waren es ungefähr 1600 Gäste. Zum Aufschwung trug auch die Bahnlinie Swinemünde–Wolgast-Fähre bei, Ückeritz erhielt einen Bahnhof und der Ort wuchs in Richtung See. Dort entstand um 1920 die erste Gaststätte.
Ab den 1930er Jahren entstand in Ückeritz eine wichtige Künstlerkolonie. Bedeutende Maler und Malerinnen wie Herbert Wegehaupt, Otto Manigk, Susanne Kandt-Horn, Manfred Kandt, Karen Schacht und Vera Kopetz siedelten sich an und wirkten dort für Jahrzehnte. Heute ist Ückeritz Heimat der Künstler Oskar Manigk und Matthias Wegehaupt.
Zu DDR-Zeiten war der Camping-Tourismus in der Gemeinde vorherrschend; für die fast fünf Kilometer lange Camping-Kolonie im Dünenwald zwischen Ückeritz und Bansin kursierte das Attribut größter Campingplatz Europas. Auf 13 Hektar war Platz für etwa 20.000 Camper. 
Nach 1990 ist der auf Bansiner Grund gelegene Teil geschlossen worden, da Bansin bestrebt ist, an die historische Tradition der Kaiserzeit anzuknüpfen und insoweit die Zahl der Camper zu beschränken. Die auf etwa zehn Hektar verbliebene Campingstadt Ückeritz ist immer noch eine infrastrukturell autarke Enklave abseits des historischen Ortes. Zusätzlich wurde am Eingang an der Uferpromenade ein gesonderter Platz für Reisemobile/Wohnmobile eingerichtet. Dort ist Platz für etwa hundert Fahrzeuge.
Im Bildungswesen nahm Ückeritz eine Vorreiter-Rolle auf der Insel ein. 1740 wurde der erste Schulhalter auf Usedom eingestellt. Ein erstes Schulgebäude bekam die Gemeinde 1929 in der Strandstraße. 1954 wurde die Schule zentrale Bildungsanstalt für alle Gemeinden zwischen der Mellenthiner Heide und dem Achterwasser. Am 18. Dezember 2004 wurde ein neues Schulzentrum eingeweiht.
Die Rehaklinik Ostseeblick untersteht der Deutschen Rentenversicherung Bund.
Stagnieß (Wohnplatz)
Stagnieß wurde erstmals 1187 als „Stagnitza“ genannt. Der Name wird als „Fahne“ gedeutet. Es soll eine Försterei gewesen sein, was ja für diese Zeit recht außergewöhnlich ist. Daneben wurde aber eine spätslawische Siedlung (1000 bis 1200) archäologisch nachgewiesen, das könnte mit dieser Nennung zusammenhängen. Weitere Erwähnungen sind erst ab 1779 erfolgt. Im verlässlichen Preußischen Urmesstischblatt (PUM) von 1835 ist ein Forstgehöft mit dem Namen „Unterförsterei Stangnis“ verzeichnet.
1880 ist bereits neben der Försterei „Stagniess“ eine Ablage (Holzstapelplatz am Wasser) und eine recht lange Mole verzeichnet. Das bedeutet, dass dort Holzladungen aus den umfangreichen Waldungen auf Lastkähne verladen und abtransportiert wurden. Nach der Topographischen Karte 10 (TK 10) der DDR ist der Hafen stark ausgebaut worden und auch die Ansiedlung um das ehemalige Forstgehöft ist vergrößert, die Försterei aber ist inzwischen nach Neu Pudagla verlegt worden, bzw. mit der dort bestehenden zusammengeführt worden.
Auf der ehemaligen Holzablage wurde nach 1990 ein Naturcampingplatz eingerichtet, der ältere Industriehafen wurde zur Marina umgerüstet.
Neu Pudagla (Wohnplatz)
Neu Pudagla wurde 1854 erstmals mit dem Namen „Neu-Pudagla“ genannt. Das geschah durch die Verlegung der Oberförsterei von Pudagla (Schloss und Kloster) an diesen Standort, deshalb die Benennung mit Neu Pudagla.
→ siehe Hauptartikel Neu Pudagla
Lovitz (Wüstung)
Lovitz wurde erstmals 1267 als Louitsz urkundlich erwähnt. Bis 1435 reichen die Nachweise, dann scheint der Ort wüst gefallen zu sein. Der slawische Name wird als Jäger oder Jagdplatz gedeutet. Der Ort soll in Richtung Pudagla gelegen haben.

## Bevölkerung
| Jahr | Einwohner |
| ---- | --------- |
| 1990 | 0982      |
| 1995 | 0972      |
| 2000 | 1003      |
| 2005 | 0998      |
| 2010 | 1035      |
| 2015 | 1007      |

| Jahr | Einwohner |
| ---- | --------- |
| 2020 | 1009      |
| 2021 | 1009      |
| 2022 | 1006      |
| 2023 | 1041      |

 Stand: 31. Dezember des jeweiligen Jahres

## Politik

### Gemeindevertretung
Die Gemeindevertretung von Ückeritz besteht aus zehn Mitgliedern. Die Kommunalwahl am 9. Juni 2024 führte bei einer Wahlbeteiligung von 73,1 % zu folgendem Ergebnis:
| Partei / Wählergruppe                  | Stimmenanteil 2019 | Sitze 2019 |  | Stimmenanteil 2024 | Sitze 2024 |
| -------------------------------------- | ------------------ | ---------- |  | ------------------ | ---------- |
| Blick nach vorn (Blick)                | 29,0 %             | 2          |  | 69,7 %             | 7          |
| Gemeinsam für Ückeritz (GfÜ)           | 20,2 %             | 2          |  | 16,6 %             | 2          |
| Für unseren Lebensraum Ückeritz (FÜLÜ) | 33,1 %             | 3          |  | 13,7 %             | 1          |
| Miteinander für Ückeritz (MfÜ)         | 12,2 %             | 1          |  | –                  | –          |
| Bündnis 90/Die Grünen                  | 05,5 %             | –          |  | –                  | –          |
| Insgesamt                              | 100 %              | 8          |  | 100 %              | 10         |

### Bürgermeister
- 2017–2023: Axel Kindler[8]
- seit 2024: Marco Biedenweg

Bei der Bürgermeisterwahl am 26. Mai 2019 wurde Kindler mit 65,5 % der gültigen Stimmen in seinem Amt bestätigt. Er wurde am 3. September 2023 per Bürgerentscheid mit 85 % der gültigen Stimmen abgewählt.
Biedenweg wurde am 14. Januar 2024 ohne Gegenkandidat mit 97,3 % der gültigen Stimmen zum Nachfolger Kindlers gewählt. Am 9. Juni 2024 wurde er wiederum ohne Gegenkandidat mit 89,4 % der gültigen Stimmen in seinem Amt bestätigt. Seine Amtszeit beträgt fünf Jahre.

### Wappen
| Wappen von Ückeritz | Blasonierung: „Geteilt durch eine silberne Wellenleiste; oben in Blau ein schwimmendes goldenes Segelboot mit silbernem Mast, silbernen Segeln und goldenem Ruder; unten in Grün eine linksgewendete stehende, widersehende goldene Ricke, ein stehendes goldenes Kitz säugend.“ |
| Wappen von Ückeritz | Wappenbegründung: Ückeritz führte bis 1991 ein 1955 von dem Maler Otto Manigk gestaltetes und 1960 durch den Rat des Kreises Wolgast bestätigtes motivgleiches Wappen, das jedoch nicht den heraldischen Anforderungen entsprach. In dem neu gezeichneten Wappen sollen die Wellenleiste die Lage des Ortes an der Ostsee und am Achterwasser versinnbildlichen, das Segelboot auf die traditionsreiche Fischerei und die Rehgruppe auf den starken Rotwildbestand in den großen zur Gemeinde gehörenden Wäldern hinweisen. Das Wappen wurde von den Ückeritzer Künstlern Otto Manigk bzw. Herbert Wegehaupt entworfen und vom Weimarer Michael Zapfe neu gezeichnet. Es wurde am 20. November 1998 durch das Ministerium des Innern genehmigt und unter der Nr. 173 der Wappenrolle des Landes Mecklenburg-Vorpommern registriert. |

### Flagge
Die Gemeinde verfügt über keine amtlich genehmigte Flagge.

### Dienstsiegel
Das Dienstsiegel zeigt das Gemeindewappen mit der Umschrift „GEMEINDE OSTSEEBAD ÜCKERITZ * LANDKREIS VORPOMMERN-GREIFSWALD“.

## Sehenswürdigkeiten

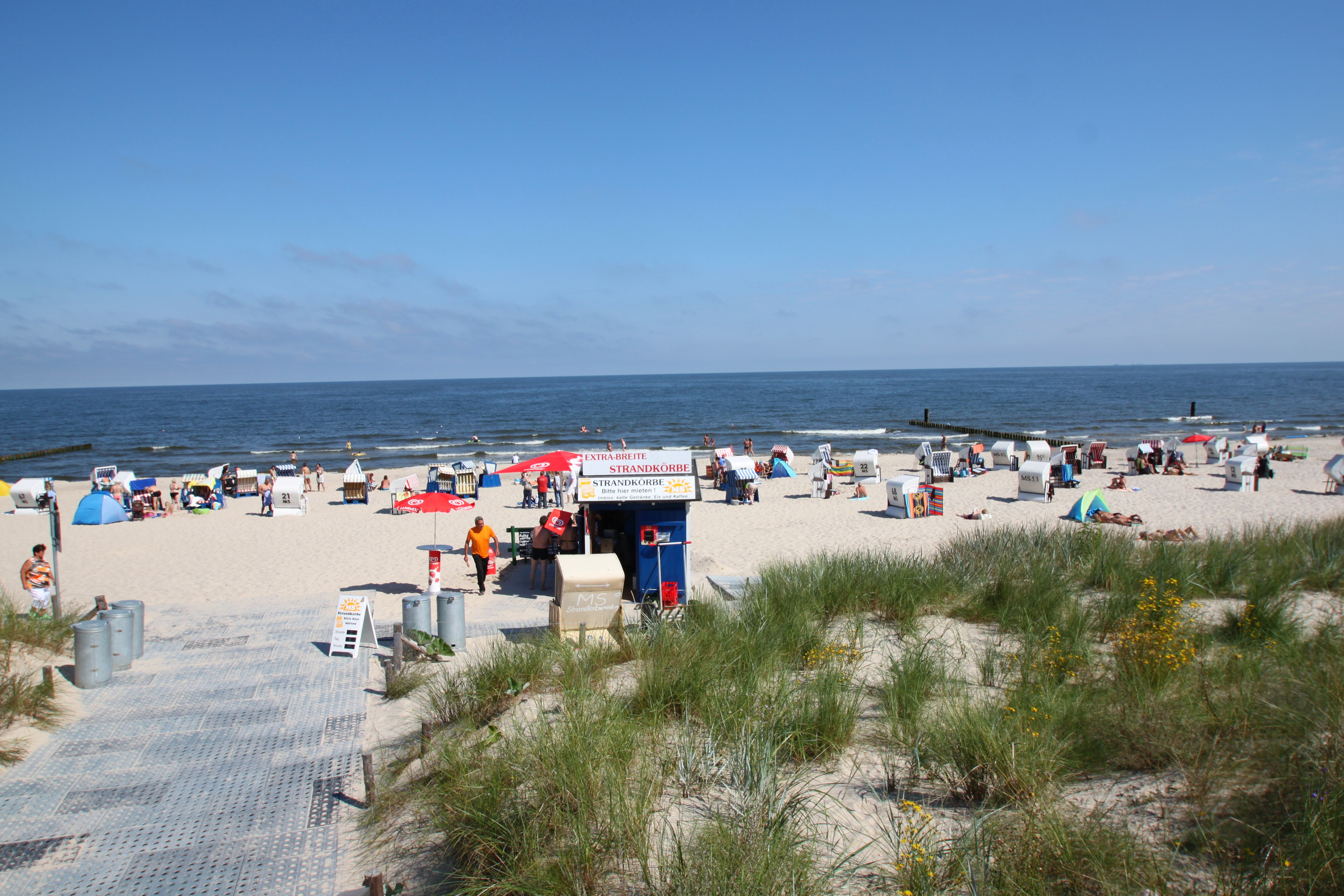
Ückeritzer Ostseestrand

→ Siehe: Liste der Baudenkmale in Ückeritz

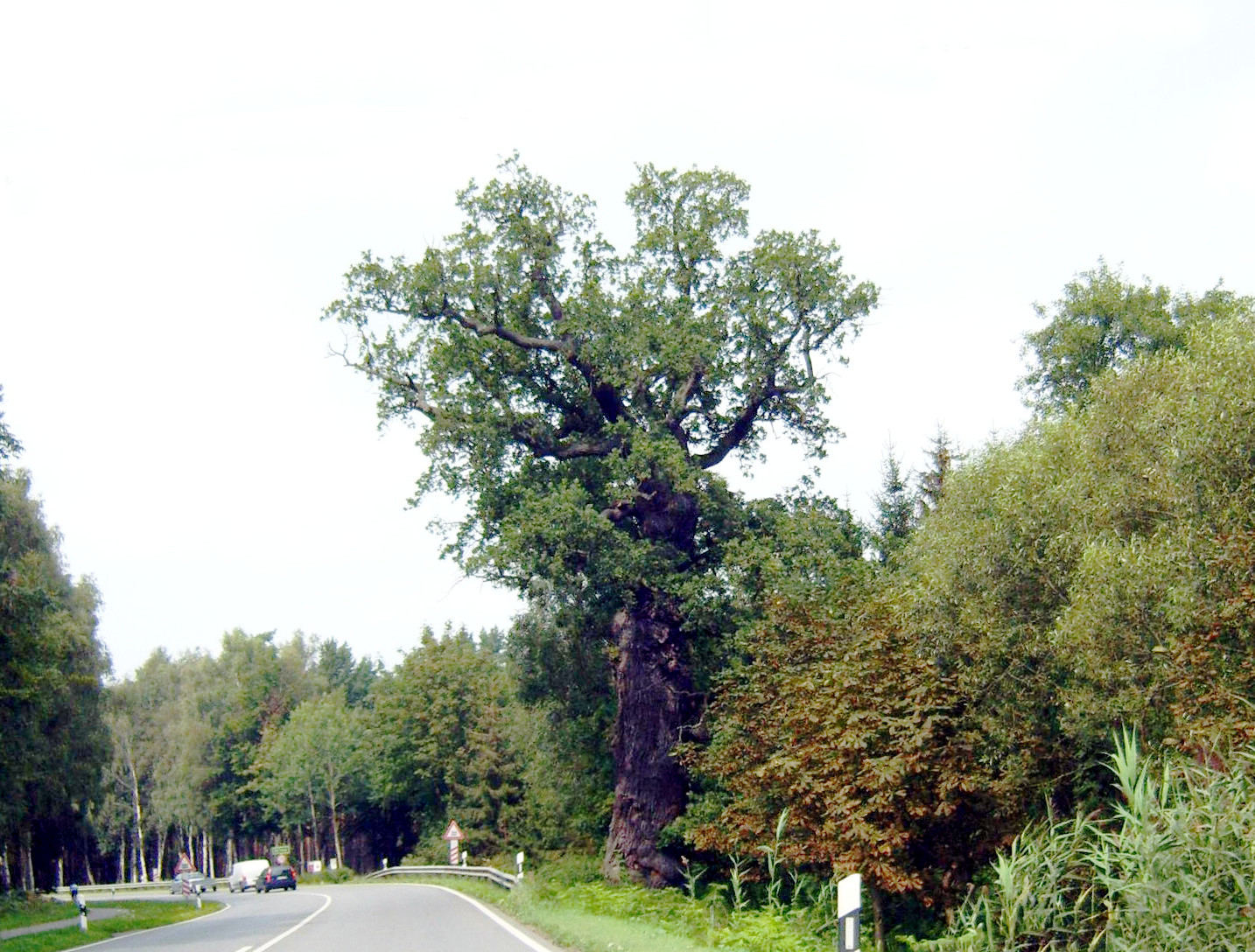
Älteste Eiche Usedoms bei Neu Pudagla

- Strand mit Flachuferzonen und Steilküste
- Camping-„City“ direkt am Strand mit Einkaufsmeile, Kino, Cafés und Restaurants
- Historischer Ortskern mit Fischerkaten am Achterwasser
- Hafen Ückeritz mit Surfschule
- Yachthafen und Naturcampingplatz Stagnieß
- Waldkabinett, Waldlehrpfad und Usedomer Gesteinsgarten am Forstamt Neu Pudagla
- Naturschutzgebiet Wockninsee
- Älteste Eiche Usedoms direkt an der B 111 kurz hinter dem Bahnübergang beim Haltepunkt Neu Pudagla.

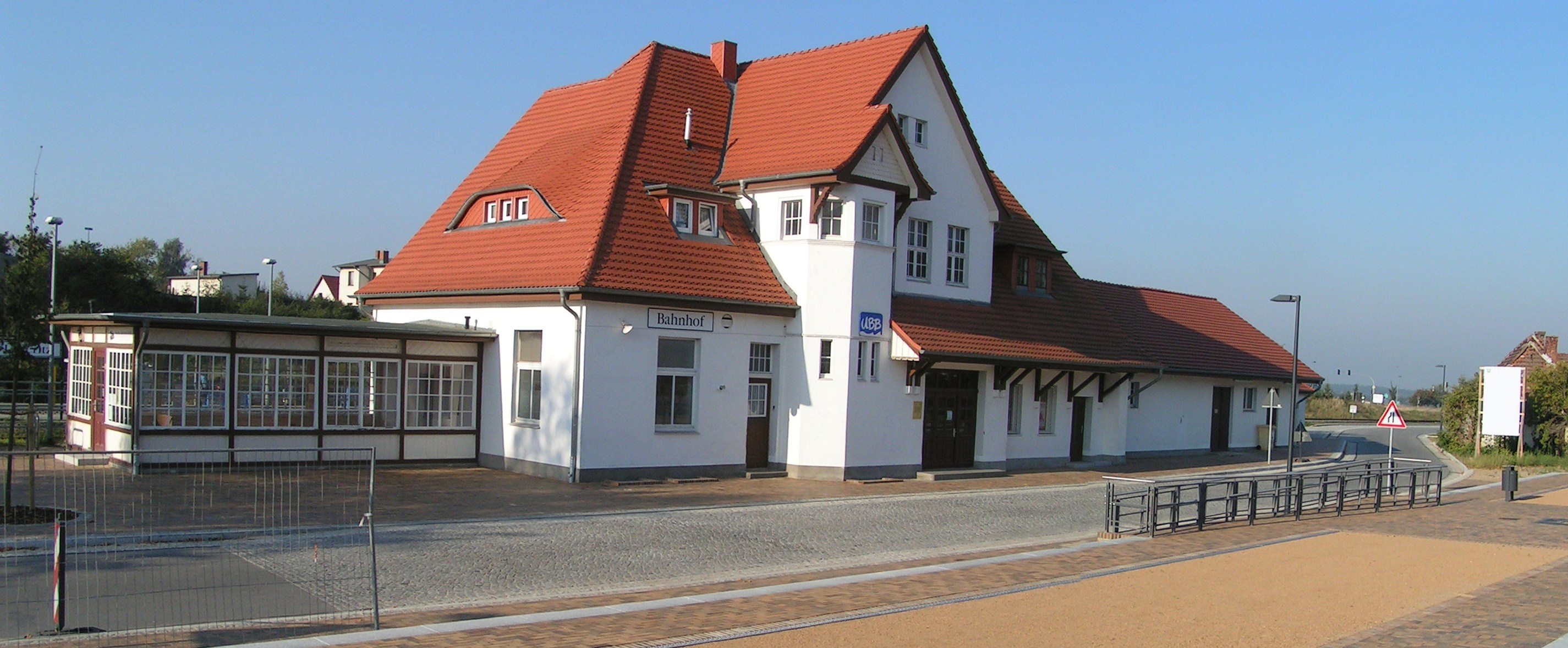
Bahnhof

## Verkehr
Ückeritz liegt an der Bundesstraße B 111 zwischen Wolgast und Mellenthin (an der B 110).
Der Bahnhof Ückeritz befindet sich an der Bahnstrecke Ducherow–Heringsdorf–Wolgaster Fähre.